# 刘新权
刘新权（1916年—1994年），四川达县人，中华人民共和国外交部副部长。
1933年，参加中国工农红军，参加长征。1955年，担任广州军区政治部组织部部长，授予中国人民解放军少将。1960年，升任外交部部长助理兼人事司司长。1964年，担任外交部副部长。1970年11月，任中华人民共和国驻苏联大使。1976年9月，任驻阿尔巴尼亚大使。1979年5月至1982年4月任中共中央对外联络部副部长。